# منتخب التشيك للكرة اللينة للرجال
منتخب التشيك للكرة اللينة للرجال هو ممثل التشيك الرسمي في المنافسات الدولية في كرة لينة
.